# Iglenik, Novo mesto
Iglenik este o localitate din comuna Novo mesto, Slovenia, cu o populație de 31 de locuitori.